# Calicnemia zhuae
Calicnemia zhuae – gatunek ważki z rodziny pióronogowatych (Platycnemididae). Znany tylko z trzech okazów typowych odłowionych w górach Daba Shan w prowincji Shaanxi w środkowych Chinach.
Gatunek ten opisali w 2008 roku H.-J. Zhang i Z.-D. Yang na łamach czasopisma „Odonatologica”. Holotyp (samiec) i alotyp (samica) zostały odłowione w lipcu 2006 roku w górach Daba Shan na wysokości około 1200 m n.p.m.; paratyp (samica) odłowiono w lipcu 1987 roku w tej samej lokalizacji.